# Stele von Bukan
Die Stele von Bukan stammt aus Tappeh Qalayci bei Bukan in West-Aserbaidschan und wurde 1985 bei Ausgrabungen gefunden. Ein zweites, anschließendes Fragment tauchte 1990 in Teheran im Antikenhandel auf. Die Abmessungen betragen ca. 80 cm × 150 cm. Die aramäische Inschrift stammt aus dem 8. oder frühen 7. Jahrhundert v. Chr. Nur die untere Hälfte der Stele mit 13 Schriftzeilen ist erhalten. Sie geben Fluchformeln wieder, die üblicherweise den Abschluss von Königsinschriften bilden.

## Inschrift
Die Inschrift ist aramäisch, die Datierung beruht auf dem Schriftduktus und den benutzten sprachlichen Wendungen. Sie verheißt dem, der die Stele entfernt, alle Arten von Seuchen, da er die Götter und Haldi (HLDY) geschmäht hat. Die Lesung des folgenden Satzes ist unklar, er nennt entweder
- Ḫaldi, der in Muṣaṣir (MTTR) ist, oder
- Ḫaldi, der in Izirta/Zirta (Z‘TR) ist, diese Vokalisierung ist aber umstritten[1].

Weiter wird auf sehr poetische Weise eine Hungersnot angedroht: sieben Kühe sollen ein Kalb stillen, ohne dass es satt wird, sieben Frauen sollen Brot in einem Ofen backen und ihn nicht füllen können, der Rauch von Herdfeuer und das Geräusch von Mahlsteinen soll aus seinem Land verschwinden. Seine Erde soll mit Salz gesät werden und nur bittere Kräuter tragen.
Den Stuhl des Königs, der seinen Namen (anstelle des ursprünglichen, nicht erhaltenen Königsnamens) auf die Stele setzt, sollen Hadad und Ḫaldi umwerfen. Die Stimme des Wettergottes soll in seinem Land nicht gehört werden (kein Donner, was heißt, dass kein Regen fällt), und der ganze Fluch der Stele soll ihn treffen.
Insgesamt ist diese Zusammenstellung von Fluchformeln sehr viel umfangreicher als auf urartäischen Inschriften, die gewöhnlich nur drohen, dass Ḫaldi und Šiwini den Übeltäter „unter der Sonne“ vernichten sollen. Vergleichbare oder sogar wortgleiche ("sieben Kühe") Fluchformeln sind aber aus Tell Fecherije und Sefire bekannt. Jeremia 25,10 beschreibt in einer Weissagung gegen Babel ebenfalls das Schweigen der Mahlsteine (Und ich lasse ihnen verlorengehen die Stimme der Wonne und die Stimme der Freude, die Stimme des Bräutigams und die Stimme der Braut, das Geräusch der Mühlen und das Licht der Lampe).
A. Lemaire nimmt an, dass die Stele von dem mannäischen König Ullusunu verfasst wurde.

## Übersetzungen
Eine Übersetzung der Inschrift wurde zuerst 1991 von dem iranischen Linguisten Bashâsh Kanzaq (Rasūl Bašāš Kanzaq) vorgelegt.

## Bedeutung
Die Stele von Bukan ist die einzige aramäische Inschrift, die den Namen Ḫaldis nennt. Sie gibt außerdem einen wichtigen Anhaltspunkt für die Ausbreitung der aramäischen Sprache, die im Achämenidenreich dann eine der Staatssprachen wurde. Der Fundort gehörte vom 9.–7. Jahrhundert zu Mannai. Wenn die Zuweisung zu Ullusunu stimmt, wäre die Stele auch der erste Beleg für einen Ḫaldi-Kult in Mannai. Dies scheint allerdings unwahrscheinlich, war dieser doch der Staatsgott des feindlichen Urarṭu. Salvini will die Stele als Staatsvertrag, vielleicht zwischen Urarṭu, vertreten durch Ḫaldi, und Mannai, vertreten durch den Wettergott sehen.